# Odprto prvenstvo Francije 1969
Odprto prvenstvo Francije 1969 je teniški turnir za Grand Slam, ki je med 26. majem in 8. junijem 1969 potekal v Parizu.

## Moški posamično
Rod Laver :  Ken Rosewall, 6-4, 6-3, 6-4

## Ženske posamično
Margaret Court :  Ann Haydon-Jones, 6–1, 4–6, 6–3

## Moške dvojice
John Newcombe /  Tony Roche :  Roy Emerson /  Rod Laver, 4–6, 6–1, 3–6, 6–4, 6–4

## Ženske dvojice
Françoise Dürr /  Ann Haydon-Jones :  Margaret Court /  Nancy Richey, 6–0, 4–6, 7–5

## Mešane dvojice
Margaret Court /  Marty Riessen :  Françoise Dürr /  Jean-Claude Barclay, 6–3, 6–2